# Caño Cristales
Le Caño Cristales (« le ruisseau des cristaux ») est une rivière de Colombie, affluent du río Guayabero, située dans la Serranía de la Macarena (département de Meta) en Colombie.

## Description
Le Caño Cristales est communément appelé « rivière aux cinq couleurs » ou « la plus belle rivière du monde ». Elle doit ce surnom aux plantes (ce ne sont pas des algues) endémiques dénommées Macarenia clavigera de la famille des  Podostemaceae qui, de septembre à novembre, lui donnent une coloration verte, rouge et jaune.

## Géologie

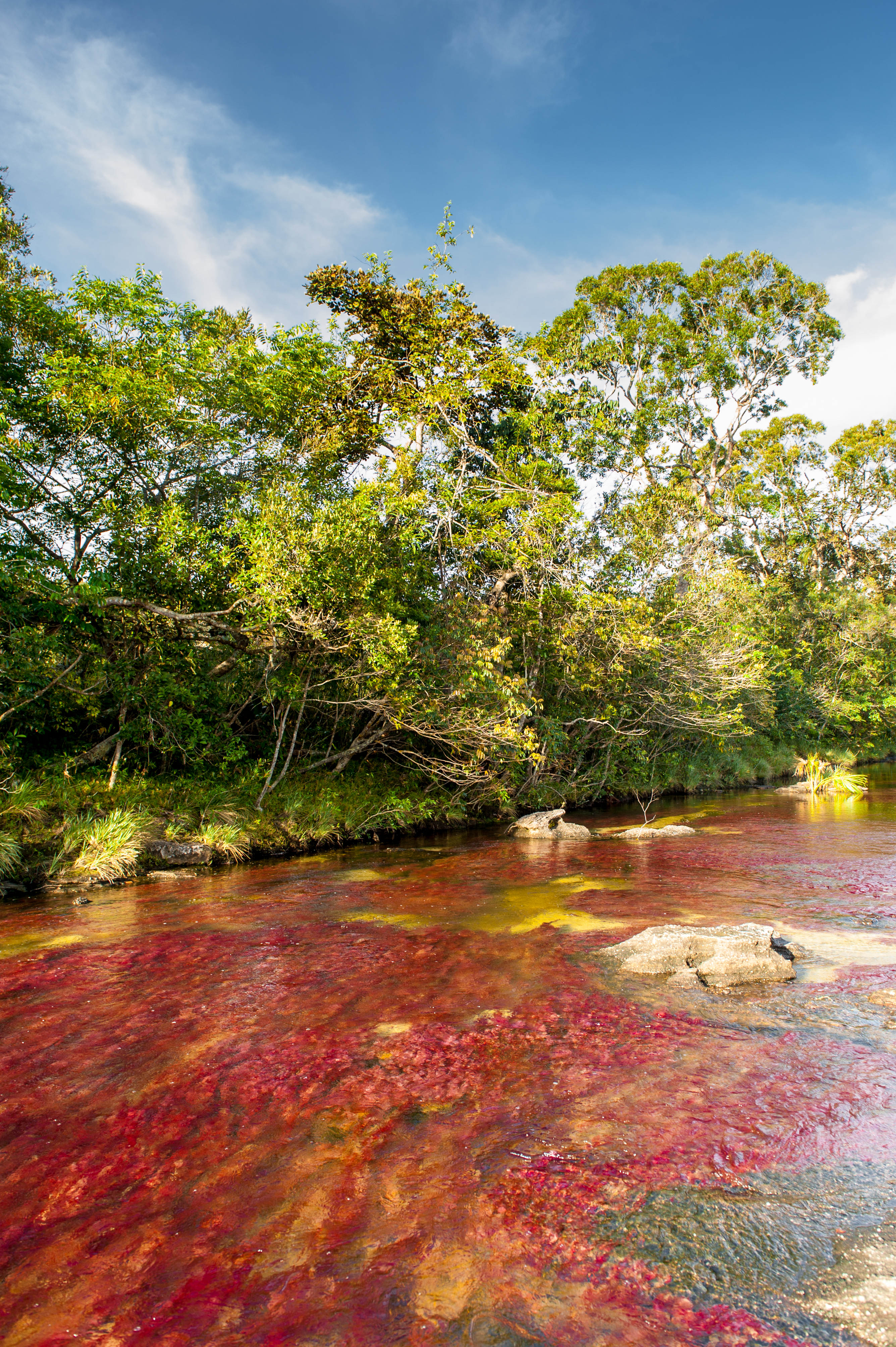
Caño Cristales en 2012.

Les formations géologiques de la rivière Caño Cristales, avec des sédiments et des roches vieilles d'environ 1,2 milliard d'années, combinées avec l'abondance des plantes aquatiques créent une couleur unique.
Les quartzites qui composent les tepuys de la Serranía de la Macarena se sont formées il y a approximativement 1,2 milliard d'années. Certains auteurs la décrivent comme une extension du bouclier guyanais qui couvre le sud du Venezuela et les Guyanes.
La Caño Cristales est une rivière torrentueuse qui compte de nombreuses cascades et de nombreux rapides. On trouve en plusieurs points de son lit des cavités naturelles appelées "marmites du diable" formées par les chocs des galets emportés par le courant contre des parties du fond relativement moins dures. Une fois que ces galets tombent dans l'une de ces cavités, ils l'élargissent progressivement en tournoyant mus par le courant et en cognant contre ses parois.

## Faune et flore

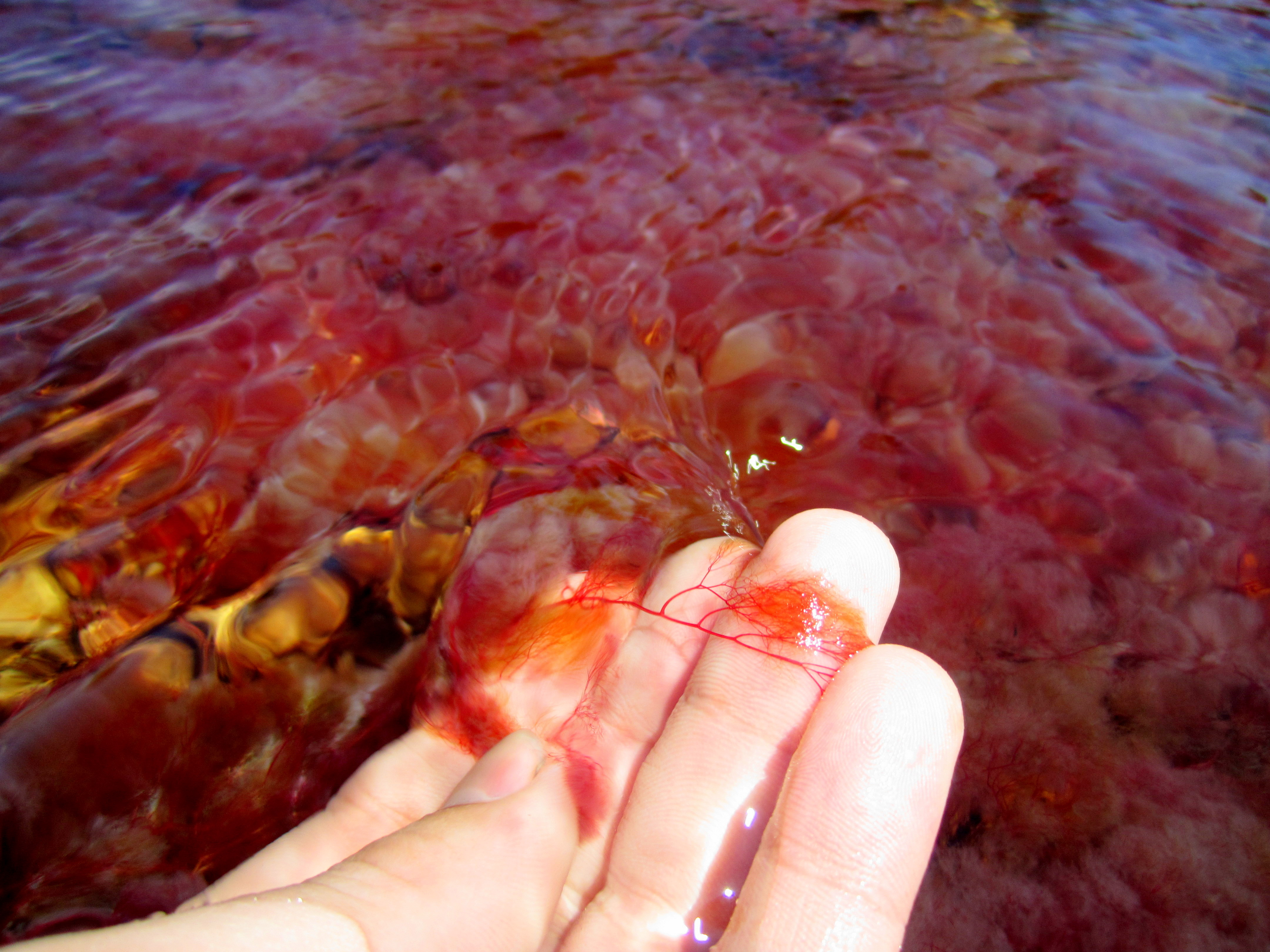
Aspect du Macarenia clavigera.